# Circonscription de Mendi
La circonscription de Mendi est une des 177 circonscriptions législatives de l'État fédéré Oromia, elle se situe dans la Zone Ouest Wellega. Son représentant actuel est Fufi Delgasa Deyu.